# Diana Quinby
Diana Quinby, née le 25 octobre 1967 à Manhattan, est une peintre, graveuse et historienne de l'art américaine travaillant en France.

## Biographie
Diana Quinby commence par étudier l'art, la peinture et les techniques d'impression au Bennington College, (Vermont) et au State University of New York, Albany (New York).
Elle vient à Paris dans le cadre de ses études et s'y installe définitivement en 1993. En 2003, elle soutient une thèse de doctorat à l'Université Paris 1 Panthéon-Sorbonne sur le sujet de l'art et du féminisme en France. Elle participe à plusieurs colloques et conférences sur les femmes dans l'art, notamment aux Rendez-vous de l'Histoire à Blois en 2004.

## Œuvre
Diana Quinby est principalement une artiste graphique ; elle travaille surtout le dessin, la lithographie et la gravure. Un lien se tisse entre son travail universitaire sur la création féminine et féministe, et sa pratique artistique.
Ses dessins récents sont inspirés de son expérience de la maternité. En 2005, lors de sa grossesse, elle commence à faire des autoportraits plus grands que nature, n'utilisant ni miroir ni photographie de référence, à la recherche d'une vision très personnelle du corps. Depuis les dessins de grossesse, elle continue à travailler l'autoportrait, le portrait et le nu dans l'intention d'exprimer une expérience et une émotion du corps. Dans les portraits récents d'adolescents, le rendu des vêtements font vivre et ressentir le corps.
Si les dessins de Diana Quinby peuvent s'inscrire dans un certain renouveau de la figuration, ils sont loin d'être hyperréalistes. Les proportions ne sont pas justes, les détails anatomiques sont inventés. L'artiste ne cherche pas à reproduire le corps, mais à le pénétrer, par le biais du trait. Le choix du graphite lui permet de capter l'essentiel, de ciseler à la fois la réalité et l'imaginaire tout en maintenant un degré d'abstraction.

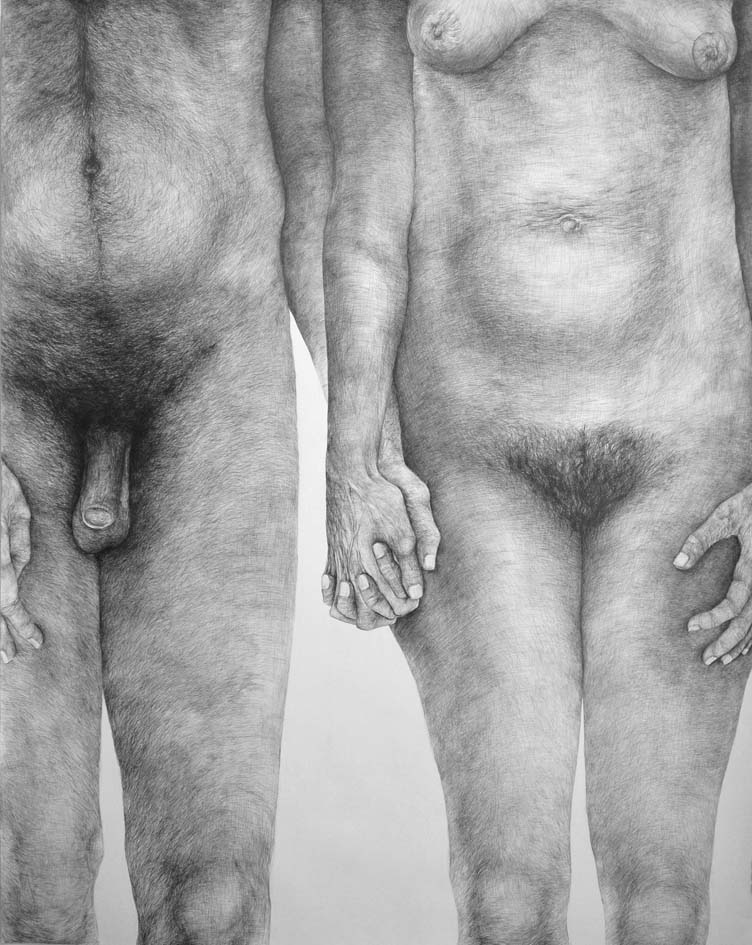
Couple debout, 2011 (crayon-graphite sur papier)
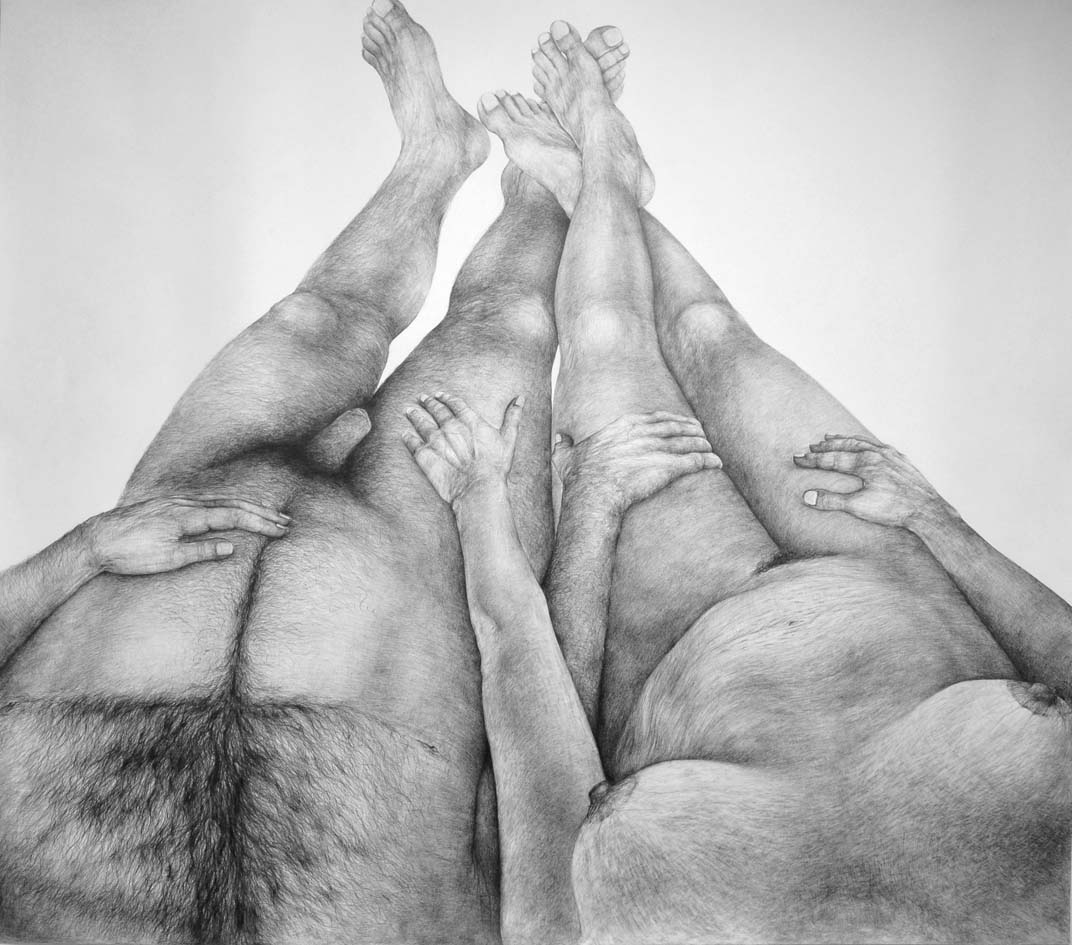
Couple allongé, 2010 (crayon-graphite sur papier)
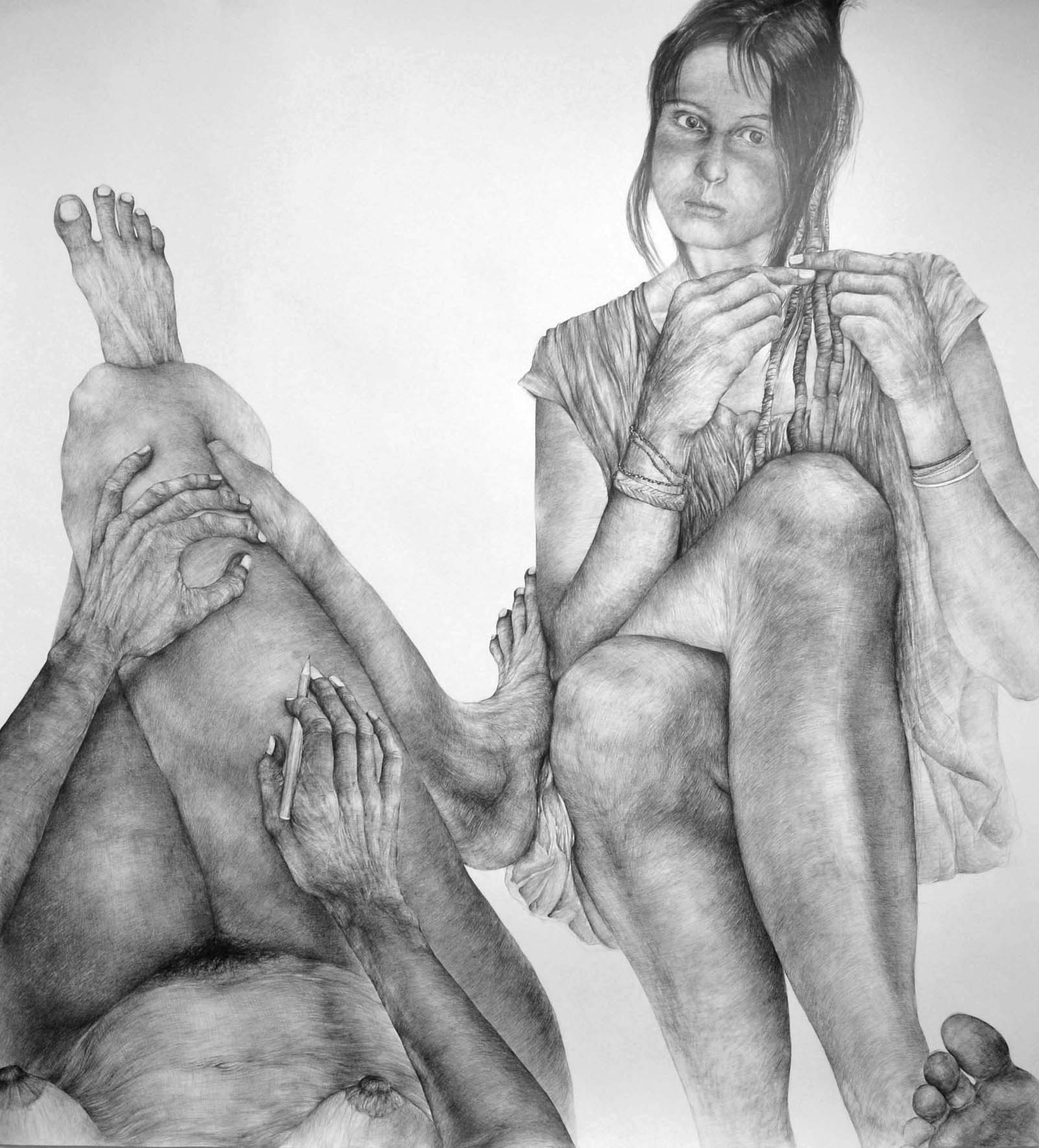
Sans titre, 2011 (crayon-graphite sur papier)
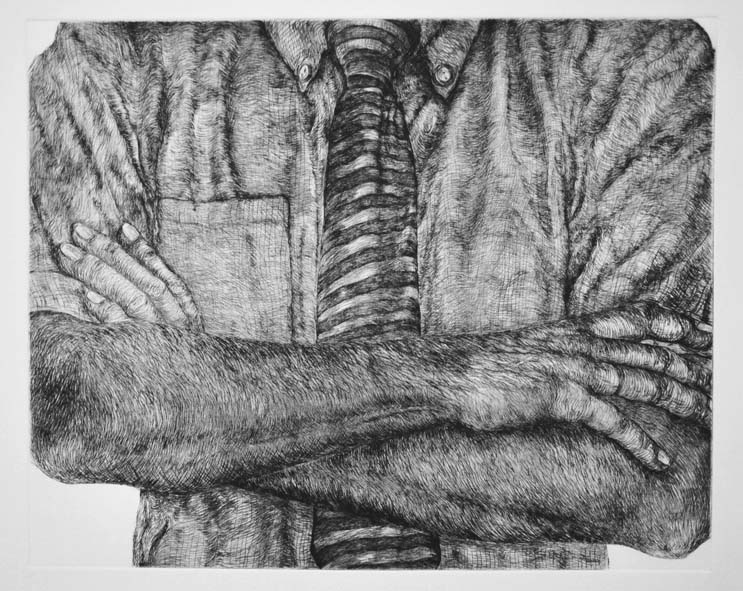
Cravate, 2013 (pointe sèche)
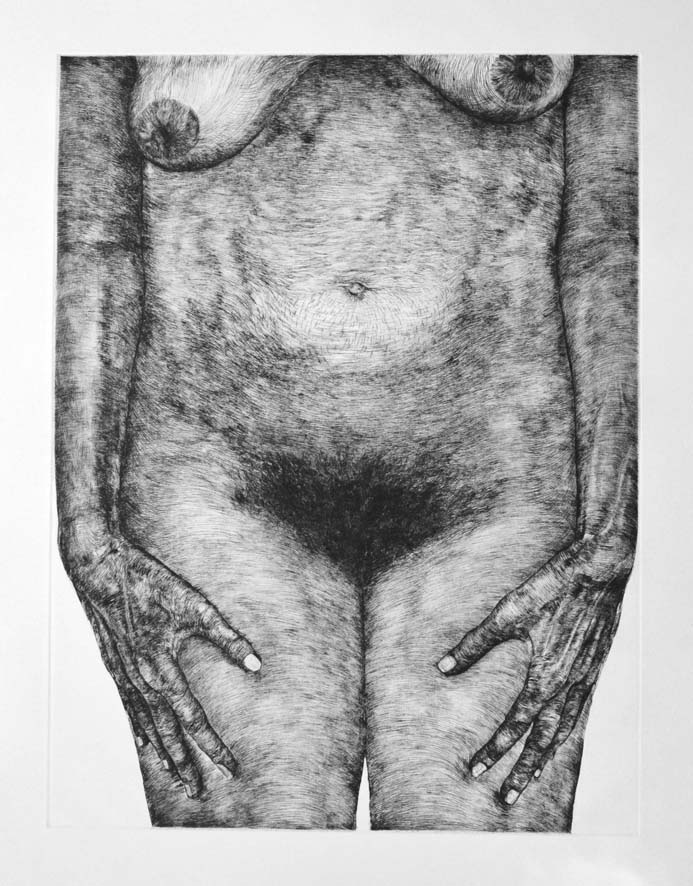
Sans titre (Grande femme debout), 2011 (pointe sèche)

## Expositions (sélection)

### Expositions personnelles
- 1998 : Rathbone Gallery, The Sage Colleges, Albany, New York
- 1999 : Architecture Vertébrale, Ars Longa, espace multimédia, Paris
- 2002 : Vol/Virée/Vertige/Vertèbre, exposition et chorégraphie avec Cathleen Andrews, Danse Connexion, Paris, France
- 2004 : L’arbre vertébral, exposition et chorégraphie avec Cathleen Andrews, Danse Connexion, Paris, et Café de la Danse, Paris
- 2005 : Desseins animés, C.I.S.P. Maurice Ravel, Paris
- 2013 : La femme entière, Espace d'art contemporain Eugène Beaudouin[2], Antony
- 2015 : Portrait d'artiste, Galerie Arnaud Lefebvre, Paris
- 2017 : A Corps Perdu, Galerie Arnaud Lefebvre, Paris

### Expositions collectives
- 2009 : Le corps mis à nu, Galerie Isabelle Gounod[3], Paris
- 2010 :
  - Les 20 ans de la MACC, Maison d'art contemporain Chailloux[4], Fresnes
  - De face, Maison d'art contemporain Chailloux[4], Fresnes
- 2011 :
  - Art et maternité, le dernier tabou ?, Les abattoirs, Avallon, France
  - 8e Biennale internationale de gravure contemporaine, Cabinet des Estampes et des Dessins, Liège, Belgique
- 2012 : Sous toutes ses formes, L'HUMAIN, commissaire: Philippe Cyroulnik, École d'art Gérard Jacot, Belfort
- 2013 : Le corps, les songes, Galerie DIX 291[5], Paris
- 2014 : Art in Situ, Musée de l'Homme[6],[7], Paris
- 2015 :
  - 9ème Biennale Internationale d'Estampe Contemporaine de Trois-Rivières[8], Québec, Canada
  - L'autoportrait, Galerie Arnaud Lefebvre, Paris
- 2016 : 1re Biennale de l'Estampe, Musée du dessin et de l'estampe originale, Gravelines
- 2017 :
  - Marie-Pierre Brunel et Diana Quinby, Bibliothèque de recherche Yvonne Oddon, Musée de l'Homme, Paris
  - B. Drouillot, B. Gollety, N. de Kœningswarter et D. Quinby, Galerie Arnaud Lefebvre, Paris
  - PAPEL PAPEL, Galerie Bernard Jordan, Paris

## Collections
- Cabinet des estampes de la Bibliothèque nationale de France
- Collections privées

## Publications
- Art about Motherhood : the last taboo? Reflections of an American in Paris, in Reconciling Art and Mothering, textes réunis par Rachel Epp Buller, Ashgate Publishing Ltd, 2012
- « Que veut l'art féministe ? », in Dictionnaire d'esthétique et de philosophie de l'art, sous la direction de Jacques Morizot et de Roger Pouivet, Éditions Armand Colin, Paris, 2007
- « La peinture de Monique Frydman, 1977-1983: de la violence à la libération de l'imaginaire féminin », in Création au féminin. Volume 2 : Arts visuels, textes réunis par Marianne Camus, Éditions Universitaires de Dijon, 2006
- « Portraits croisés, l'œuvre de Liliane Camier et de Judith Wolfe, 1977-1985 »[9], in Art & Fact, revue des historiens de l'art de l'université de Liège, n° 24, 2005
- « De l’art et du féminisme en France dans les années 1970 »[10], extrait du bulletin Archives du féminisme, no 8, décembre 2004
- « Peindre / Combattre, un texte de Françoise Eliet », in Les Écrits d'artistes depuis 1940, textes réunis par Françoise Levaillant, Éditions IMEC, 2004
- « A Passion for Printmaking: Prints of Sandra Wimer, 1992-2000 », texte pour le catalogue d'exposition Sandra S. Wimer: Prints, Mandeville Gallery, Union College, Schenectady, New York, 2001